# FOCAL International
La Focal International è un'associazione no profit fondata nel 1985 che rappresenta circa 300 realtà operanti nella produzione cinematografica, post-produzione ma soprattutto ricerca e conservazione di materiale cinematografico, archivi, cineteche e materiale storico audio, video e immagini. Coinvolge anche persone impegnate nella realizzazione e produzione di documentari storico-culturali e conservazione di archivi storici, o restauro di film storici o materiale legato alla cinematografia. Ha sede a Londra.

## Premio Focal
Nel 2004 è stato istituito un premio per sostenere e onorare i ricercatori, tecnici e produttori che scoprono, conservano e utilizzano filmati di repertorio nel loro lavoro.